# Larine
Die Larine ist ein kleiner Fluss im Osten Frankreichs, der im Département Jura der Region Bourgogne-Franche-Comté südöstlich der Stadt Dole verläuft.

## Geographie

### Verlauf
Die Larine entspringt beim Gemeindehauptort von Montigny-lès-Arsures, knapp neben der Bahnstrecke Dijon–Vallorbe, entwässert zunächst Richtung Norden, schwenkt bei Cramans in westliche Richtung und mündet nach insgesamt rund 17 Kilometern im Gemeindegebiet von Chamblay als linker Nebenfluss in die Loue. Bei Les Arsures quert die Larine auch die Bahnstrecke Mouchard–Bourg-en-Bresse sowie die Nationalstraße N83.

### Orte am Fluss
(Reihenfolge in Fließrichtung)
- Montigny-lès-Arsures
- Les Arsures
- Mouchard
- Le Vieux Moulin, Gemeinde Cramans
- Villers-Farlay
- Écleux
- Chamblay